# Bầu cử tổng thống Pháp 2022
Vòng đầu tiên của cuộc bầu cử tổng thống năm 2022 của Pháp được tổ chức vào ngày 10 tháng 4. Cuộc tranh cử sẽ được tổ chức giữa hai ứng cử viên hàng đầu vào ngày 24 tháng 4 năm 2022. Tổng thống đương nhiệm, Emmanuel Macron từ Đảng Tiến bước! (LREM), người đã giành chiến thắng năm 2017 và có nhiệm kỳ đầu tiên kéo dài đến ngày 13 tháng 5 năm 2022, đã thông báo vào ngày 3 tháng 3 năm 2022 rằng ông sẽ tái tranh cử của mình cho nhiệm kỳ năm năm kế tiếp mà ông đủ điều kiện theo Hiến pháp của Pháp. Ông sẽ đối mặt với một trận tái đấu với Marine Le Pen, lãnh đạo của Mặt trận Quốc gia Pháp (RN), người ông đã đánh bại vào năm 2017.
Valérie Pécresse, ứng cử viên cho Đảng Cộng hòa, chiếm dưới 5% phiếu bầu trong vòng đầu tiên, kết quả tồi tệ nhất trong lịch sử của đảng. Anne Hidalgo, thị trưởng Paris, nhận được 1,75% phiếu bầu, tỷ lệ phiếu thấp nhất trong lịch sử của Đảng Xã hội (PS).  Jean-Luc Mélenchon ứng cử viên cánh tả Đảng nước Pháp không cúi đầu (LFI) đứng thứ ba trong vòng đầu tiên với 21,95% phiếu bầu và 1,2% sau Le Pen đứng thứ hai, cũng đứng đầu trong Các nhóm tuổi 18–24 và 25–34, cũng như ở Île-de-France, khu vực đông dân nhất của đất nước.

Cuộc bầu cử sẽ diễn ra ngay trước bầu cử hạ viện Pháp 2022 sẽ được tổ chức vào ngày 12 tháng 6, với các cuộc tranh cử vào ngày 19 tháng 6, để bầu ra 577 thành viên của Hạ viện. Tính đến năm 2022, không có tổng thống nào tái đắc cử kể từ bầu cử tổng thống Pháp 2002.